# Estatua del dios Nilo
La estatua del dios Nilo es una escultura de mármol de época romana, fechada entre los siglos II y III, que se encuentra en Largo Corpo di Napoli, en pleno centro histórico de Nápoles, en Italia.

## Historia

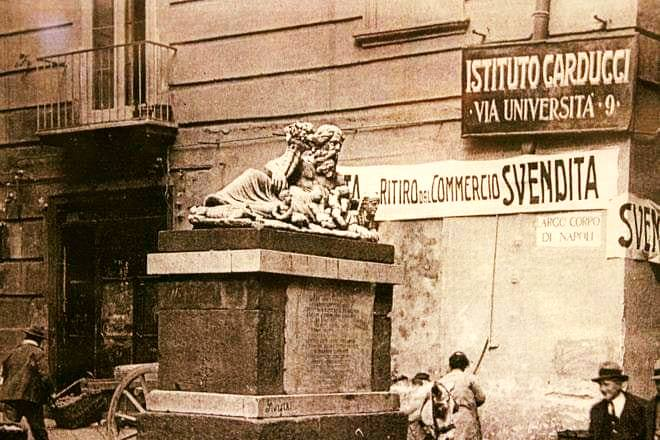
La estatua en una foto de la primera mitad del.

La estatua fue esculpida y dedicada al dios Nilo por voluntad de la comunidad egipcia establecida en la próspera Nápoles grecorromana (Neápolis) por motivos comerciales. En la misma zona, los egipcios de Alejandría tenían su propio cardo nombrado vicus Alexandrinus, correspondiente a la actual Via Nilo o, según otros, a Via Mezzocannone.
Posteriormente, la estatua fue olvidada y recuperada, sin su cabeza, sólo alrededor de la mitad del siglo XII. Sin embargo, cayó de nuevo en el olvido y fue encontrada definitivamente en el siglo XV.
Debido a la falta de la cabeza, la estatua fue interpretada como la representación de un personaje femenino, por la presencias de algunos putti que parecen succionar la leche de la madre. Por eso, en un principio se creyó que representara a la ciudad amamantando a sus hijos, y fue nombrada Corpo di Napoli (Cuerpo de Nápoles), el mismo nombre que fue otorgado también a la pequeña plaza que la alberga, el Largo Corpo di Napoli.  
En 1657, cuando se demolió completamente el antiguo edificio del Sedile di Nilo, la escultura fue colocada en un basamento y restaurada, por voluntad de las familias del mismo Sedile, por el escultor Bartolomeo Mori, quien añadió a la estatua la cabeza de un hombre barbudo, le sustituyó el brazo derecho y agregó la cornucopia, la cabeza del cocodrilo cerca de los pies del dios, la cabeza de la esfinge colocada bajo el brazo izquierdo y varios putti.
Entre los finales del siglo XVIII y principios del siglo XIX, el escultor Angelo Viva realizó otras restauraciones.
Durante la posguerra, dos putti y la cabeza de la esfinge fueron arrancados y robados, probablemente para destinarlos al mercado negro. En 2013, la cabeza de la esfinge fue encontrada en Austria por los Carabineros italianos y, el año siguiente, el monumento fue restaurado colocándola de nuevo en su sitio.

## Descripción

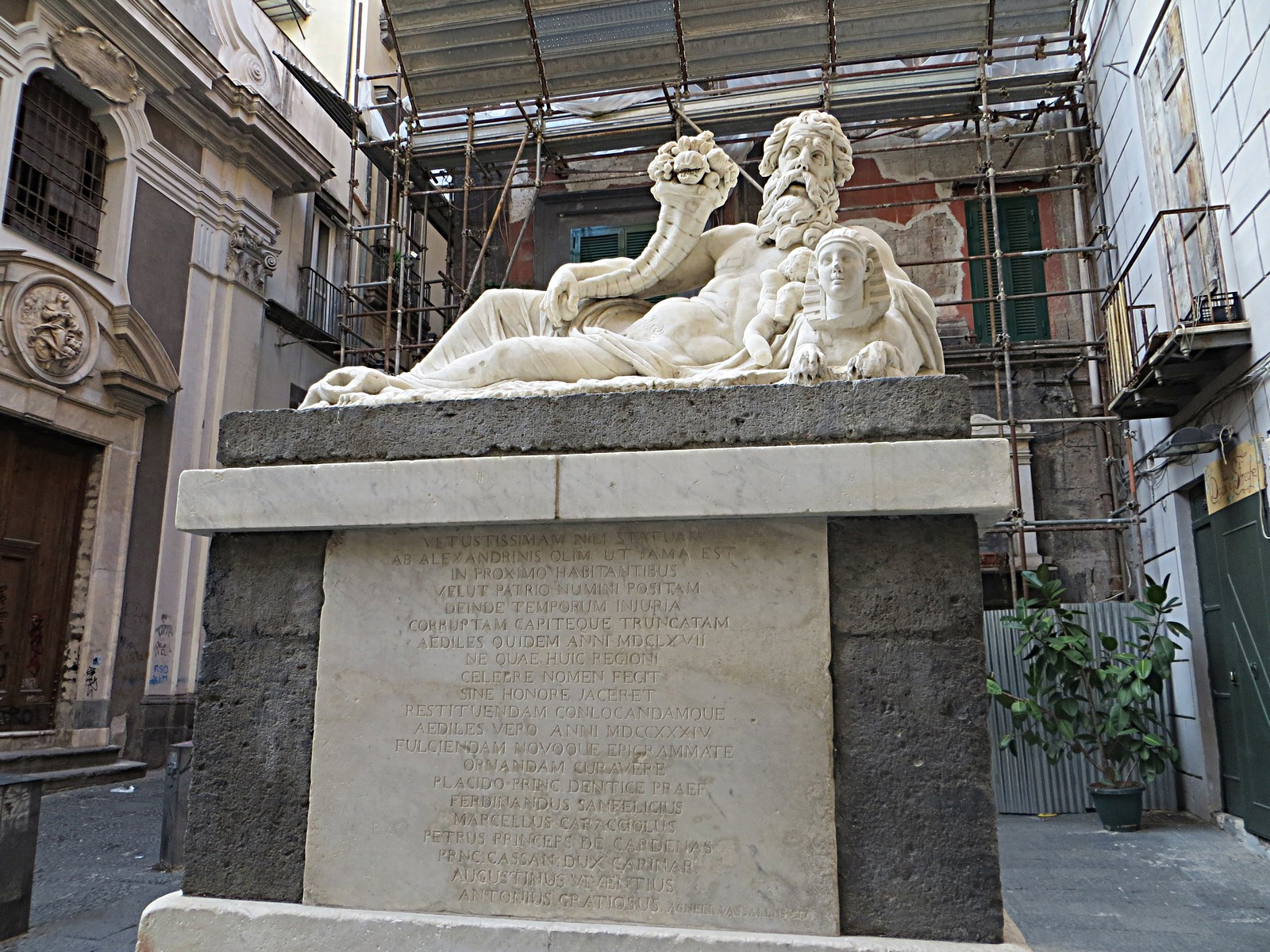
La estatua del dios Nilo y el basamento con la inscripción en latín (con el Palazzo del Panormita en restauración y la Capilla de Santa Maria Assunta dei Pignatelli en el fondo).

La escultura representa al dios Nilo como un viejo barbudo y semidesnudo acostado sobre las olas del río, con los pies puestos cerca de un cocodrilo, actualmente acéfalo, símbolo de Egipto, apoyándose con el brazo izquierdo sobre una esfinge y sujetando con la mano derecha una cornucopia.
El único putto que queda, probablemente representando a un afluente del río, intenta subir por el pecho del dios.
El basamento de piperno sobre el que está colocada la estatua fue realizado en 1657. En su lado principal se encuentra una placa con una inscripción en latín que recuerda la historia plurimilenaria de la escultura:

«Vetustissimam Nili Statuam Ab Alexandrinis Olim Ut Fama Est In Proximo Habitantibus Velut Patrio Numini Positam Deinde Temporum Injuria Corruptam Capiteque Truncatam Aediles Quidem Anni MDCLXVII Ne Quae Huic Regioni Celebre Nomen Fecit Sine Honore Jaceret Restituendam Conlocandamque Aediles Vero Anni MDCCXXXIV Fulciendam Novoque Pigrammate Ornandum Curavere Placido Princ. Dentice Praef. Ferdinandus Sanfelicius Marcellus Caracciolus Petrus Princeps De Cardanas Princ. Cassan. Dux Carinar. Augustinus Viventius Antonius Gratiosus. Agnell. Vassallus Sec.»

De la estatua romana original, quedan el torso, las extremidades inferiores veladas, el brazo y el hombro izquierdos del dios, las olas, el cocodrilo y la esfinge (con excepción de la cabeza).